# Bruce Gilbert
Bruce Gilbert (* 18. května 1946) je anglický kytarista a diskžokej.

## Život
Narodil se roku 1946 ve městě Watford ve východní Anglii. Později studoval grafický design na De Montfort University v Leicesteru a předtím, než se začal věnovat naplno hudbě, byl abstraktním malířem. V roce 1976 založil původně punkrockovou, později post-punkovou, skupinu Wire. Po vydání tří alb se skupina roku 1980 rozpadla a Gilbert založil spolu s baskytaristou kapely Wire Grahamem Lewisem projekt Dome. Roku 1985 byla obnovena skupiny Wire, která ale po sedmi letech opět ukončila činnost. Roku 1989 Gilbert produkoval desku One of Our Girls (Has Gone Missing) projektu A.C. Marias, jehož jedinou členkou byla hudebnice Angela Conway. Již během osmdesátých let vydal několik experimentálních sólových alb. Šlo převážně o filmové a taneční projekty. Roku 1999 byla opět obnovena skupina Wire, ale Gilbert ji o pět let později opustil, aby se mohl věnovat vlastním projektům. Od devadesátých let rovněž pracoval jako diskžokej v londýnských klubech.

## Sólová diskografie
- To Speak (1983)
- This Way (1984)
- The Shivering Man (1987)
- Insiding (1991)
- Music for Fruit (1991)
- Ab Ovo (1996)
- In Esse (1997)
- The Haring (1997)
- Ordier (2004)
- Oblivio Agitatum (2009)[2]